# Nationalpark Pieljekaise
Der schwedische Pieljekaise-Nationalpark liegt etwa zehn Kilometer südlich von Jäckvik in der Gemeinde Arjeplog in der Landschaft Lappland. Er umfasst eine Fläche von 153,4 km².
Pieljekaise wurde am 24. Mai 1909 als einer von neun der ersten europäischen Nationalparks zur Erhaltung von montanem, urwaldartigem Birkenwald in seiner natürlichen Beschaffenheit rund um den gleichnamigen Berg (samisch für „Ohrenberg“, 1133 m) eingerichtet. Im Südteil des Nationalparks liegen mehrere Seen, Lebensraum für zahlreiche Saiblinge.

## Zugang
Der Pieljekaise-Nationalpark liegt abseits öffentlicher Straßen. Der Fernwanderweg Kungsleden führt von Jäkkvik über sechs oder von Adolfström über neun Kilometer dorthin. Im Park gibt es eine Hütte, die auch für Übernachtungen geeignet ist.

## Sehenswürdigkeiten
- Urwaldartiger Birkenwald mit vielfältiger Flora

Siehe auch: Nationalparks in Schweden